# Augusto Martínez Sánchez
Augusto Martínez Sánchez (Mayarí, Provincia de Holguín, Cuba, 1923 - La Habana, 2 de febrero de 2013) fue un abogado, militar y político cubano; uno de los comandantes de la Revolución cubana, cercano a Fidel Castro.

## Biografía
Martínez Sánchez fue militante del Movimiento 26 de julio desde abril de 1958 y participó en la lucha guerrillera en Sierra Maestra contra el gobierno de Fulgencio Batista, adscrito al Segundo Frente Oriental «Frank País», bajo las órdenes directas de Raúl Castro. 
En 1959 es nombrado Fiscal Militar dirigiendo las purgas contra las fuerzas militares y policiales que habían servido a Batista. Desde este puesto fue responsable del ajusticiamiento de aquellos elementos batistianos que habían cometido crímenes de lesa humanidad contra la población civil cubana y actuó como fiscal durante el Juicio de los aviadores.
Al triunfo de las fuerzas rebeldes, fue nombrado ministro de Defensa Nacional del primer gabinete del gobierno revolucionario que presidió Manuel Urrutia Lleó, según decreto del 10 de enero de 1959. Pero siempre bajo las órdenes directas de Fidel Castro. 

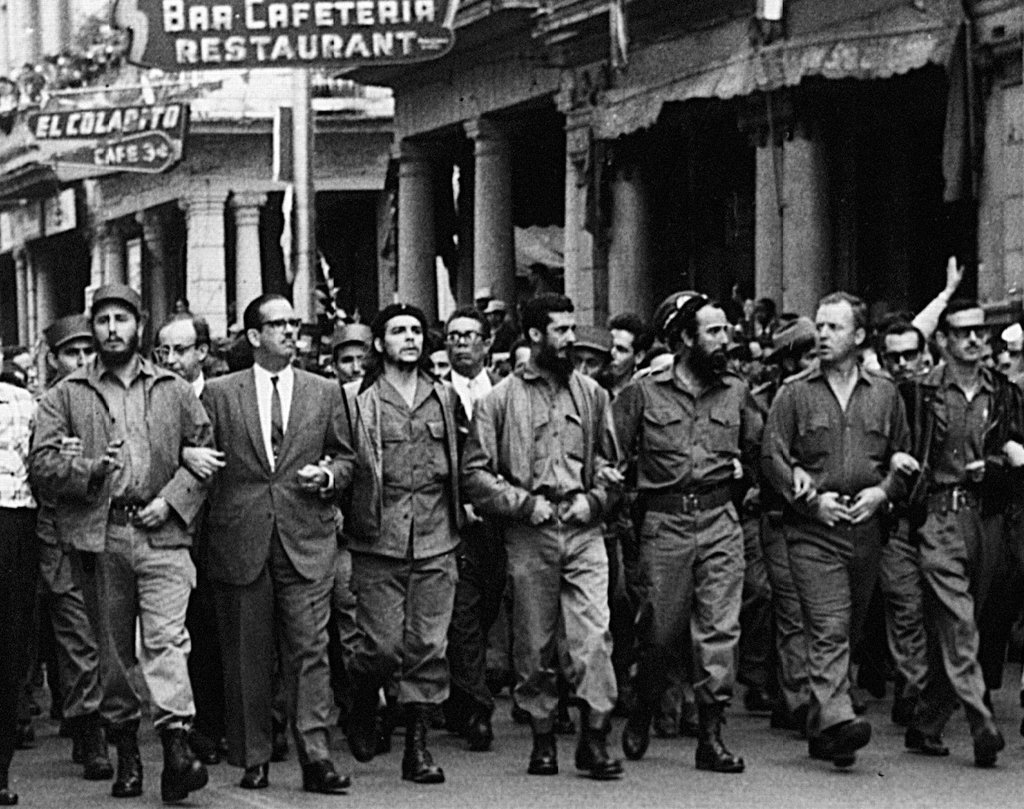
Marcha por la destrucción del barco "Le Coubre", el 5 de marzo de 1960. Augusto Martínez Sánchez es el segundo por la derecha.

Martínez Sánchez fue el primer sustituto como primer ministro en el viaje de Castro a Nueva York en abril de 1959. En diciembre de ese mismo año, el automóvil de Martínez Sánchez fue objeto de un atentado de opositores al gobierno revolucionario, en el cual resultaron heridos tres de sus escoltas.
El 29 de marzo de 1962, es nombrado Juez del Tribunal Revolucionario que juzgó a los participantes en la Invasión de Bahía de Cochinos el 17 de abril de 1961, también integraron este Tribunal los comandantes Juan Almeida Bosque, Guillermo García, Sergio del Valle y Manuel Piñeiro, con el cual trabajaba también en el Ministerio del Interior.

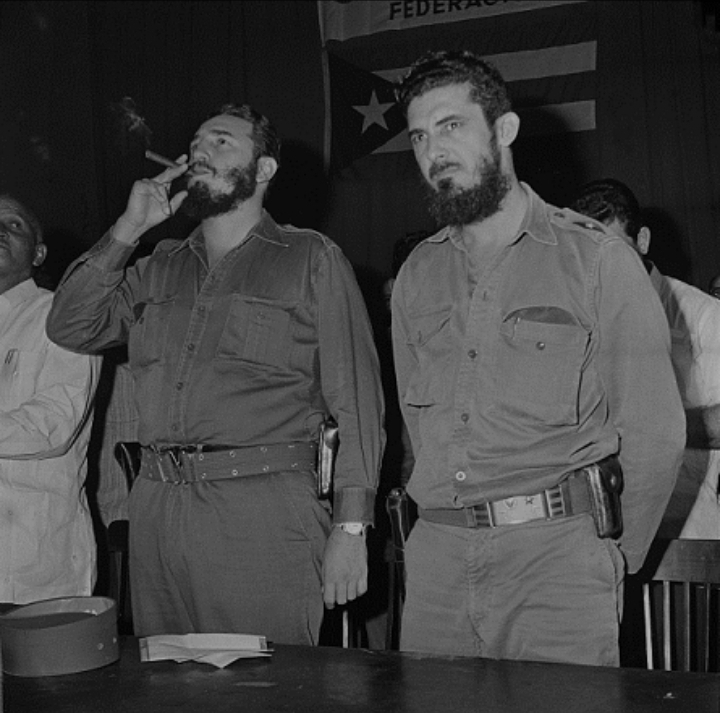
Fidel Castro con Augusto Martínez Sánchez en 1960.

A principios de los sesenta es nombrado Ministro del Trabajo, desde ese cargo ordenó el 5 de abril de 1960 la ocupación de la Confederación Nacional Obrera de Cuba ocasionando una condena internacional. El 13 de septiembre ordena la confiscación del Circuito CMQ y Radio Reloj de Cuba. En 1964 fue destituido por Fidel Castro personalmente debido a fuertes acusaciones de corrupción.
El 8 de diciembre de 1964, al parecer como consecuencia de errores en su trabajo, Augusto Martínez Sánchez se pegó un tiro en la cabeza en su intento de suicidio y sobrevivió. No volvió nunca más a la vida pública. Pasó al retiro con el grado de coronel a finales de la década de los ochenta.
Entre octubre y diciembre de 2010 viajó con permiso a Miami, Estados Unidos de América donde su hijo mayor Augusto Martínez residía desde principios de la década de los ochenta; posteriormente el exmilitar cubano regresó a la isla. Su última voluntad fue ser incinerado y sus cenizas depositadas en el Panteón de los Veteranos del Cementerio de Colón, La Habana, Cuba.